# Badiaranké (langue)
Pour les articles homonymes, voir Badiaranké.
Le badiaranké est une langue africaine, du groupe ethno-linguistique tenda; cette langue est proche du bassari, avec des apports du peul.
Plus généralement, elle fait partie de la branche atlantique des langues nigéro-congolaises.

## Noms
Le badiaranké est aussi appelé : badara, badian, badjara, badyara, badyaranke, pajade, pajadinka, gola, ou bigola.

## Population
Il est parlé par les Badiarankés, dans la région de Koundara en Guinée, dans le nord-est de la Guinée-Bissau et au centre-sud du Sénégal.
Le nombre total de locuteurs est d'environ 12 200, dont 6 300 en Guinée (1998), 4 220 en Guinée-Bissau (2002) et 1 685 au Sénégal (2002).